# کارن بنت
کارن بنت (انگلیسی: Karen Bennett؛ زادهٔ ۵ february ۱۹۸۹ (۳۶ سال)) ورزشکار روئینگ اهل بریتانیا است.
وی در مسابقات کشوری و بین‌المللی در مجموع برندهٔ ۱ مدال طلا، ۴ مدال نقره، ۱ مدال برنز شده‌است.